# Stenvad (Norddjurs Kommune)
 For alternative betydninger, se Stenvad. (Se også artikler, som begynder med Stenvad)
Stenvad er en by på Djursland med 263 indbyggere  (2024), beliggende 14 km nordøst for Ryomgård, 42 km øst for Randers, 4 km nordvest for Ørum Djurs og 20 km nordvest for kommunesædet Grenaa. Stenvad hører til Norddjurs Kommune og ligger i Region Midtjylland.
1½ km nordvest for byen ligger den stendysse, som var motiv på den danske 50 kroners seddel 1956-70. Mod syd i retning af Ramten ligger Ramten-søerne: Ramten Sø, Dystrup Sø og Huldremosen.

## Sogn og kirke
Stenvad hører til Stenvad Sogn, som blev dannet 3. december 2000 ved udskillelse af dele af Glesborg Sogn og Ørum Sogn. Indtil da hørte Stenvad til Glesborg Sogn. Stenvad Kirke fra 1959 ligger i byen. Kirkegården var anlagt i 1944.

## Faciliteter
Stenvad Boldklub blev stiftet i 1928 og fusionerede i 2011 med to idrætsforeninger i Ørum til AC Norddjurs (Alliance Club Norddjurs), hvor Stenvad BK er en fodboldafdeling. I Stenvad er der fodboldbane og klubhus, og de indendørs sportsgrene dyrkes i Aktiv Center i Ørum.

## Historie

### Gjerrildbanen
Stenvad fik jernbanestation på Gjerrildbanen, der blev åbnet fra Ryomgård til Gjerrild i 1911, forlænget fra Gjerrild til Grenaa i 1917 og nedlagt i 1956. Stationen blev anlagt ved et øde vejkryds og opkaldt efter en lille landsby ved Ørum Ådal ½ km mod nord. Stationen havde 105 m krydsnings-/læssespor med svinefold.
Stationsbygningen er bevaret på Elmestien 9. Fra vejkrydset i Stenvad til Hemmed Møllevej følger "Gjerrildstien", der er grusbelagt, banens tracé på 7½ km med små afbrydelser på tilsammen knap 1 km.

### Stationsbyen
Allerede i 1909 vidste man at banen ville blive anlagt og få station her, så en kreds af landmænd opførte Ulstrup Mejeri, som stod klart ved stationen i 1910 og modtog mælk fra 504 køer. En snedker og en slagter flyttede til stedet, og i 1910 opførte en købmand fra Pindstrup en stor købmandsforretning ved vejkrydset. I 1912 indviede man et afholdshotel, som fik cykelforretning i underetagen, og en brugsforening med 48 medlemmer. En malermester, en tømrer, en skræddermester, en smed og en murermester flyttede til byen, og i 1916 fik byen telefoncentral med 12 abonnenter, der snart blev til ca. 50. På 5 år var Stenvad vokset fra nærmest ingenting til ca. 150 indbyggere.

### Tørvefabrikken
Under 1. verdenskrig var der mangel på brændsel. Johannes la Cour, der i 1905 havde startet Pindstrup Tørvefabrik, købte i november 1915 Fuglsø Mose og Horsemose samt 5 gårde vest for Stenvad. Der blev anlagt 150 m sidespor fra Gjerrildbanen hen til tørvefabrikken, der blev opført ½ km nordvest for stationen. Fra fabrikken blev der anlagt en 5 km lang smalsporsbane ud til moserne. Den var færdig i februar 1917, og tørvefabrikken indledte fuld produktion i juni.
Stenvad Stations godstransport kulminerede pga. tørvene i 1918/19 med 16.000 tons, svarende til 1.500 godsvogne, 10 gange så mange som i 1915/16. Banen måtte forlænge stationens sidespor med 30 m og købe 15 åbne godsvogne foruden de 19, den havde i forvejen. Der skulle opføres arbejderboliger, og murermesteren søgte jævnligt efter mere arbejdskraft. De mange tilflyttere gjorde det nødvendigt at bygge en skole til 25 elever. Den blev kaldt Ulstrup Skole, for den var bygget på en grund, der var udstykket fra Ulstrupgård sydvest for byen. Der blev også samlet ind til at byen skulle have sin egen kirke, men den kom først 40 år senere.
Efter 1. verdenskrig faldt efterspørgslen efter tørv. Midt i 1930'erne begyndte mosebruget at fremstille tørvestrøelse (sphagnum), og i slutningen af 1930'erne transporterede banen 4.000 tons tørveprodukter om året. Under 2. verdenskrig steg transporten til samme niveau som under 1. verdenskrig med 16.000 tons om året. Der var nu 18 km smalspor og 7 km flytbart spor i mosen, og i 1942 var der 275 ansatte i mosen og tørvefabrikken.
I 1992 afsluttede Pindstrup Mosebrug alle aktiviteter i Stenvad. Nørre Djurs Kommune købte produktionshallen og de omliggende 6 tønder land, som nu er ramme om Stenvad Mosebrugscenter, der fortæller tørvegravningens historie. Der er bevaret 2½ km smalsporsbane, og museet har 3 af de gamle lokomotiver. Vogntog med 72 personer i specielle personvogne kan køres ud til mosen og retur.

### Efter 1. verdenskrig
Ulstrup Skole blev udvidet i 1925. I 1926 fik byen lægeklinik. Da Statsradiofonien i 1925 begyndte at sende landsdækkende radioudsendelser, opstod en lille radiofabrik i Stenvad, men den ophørte i 1931. I 1933 begyndte Stenvad Bageri at køre med egne salgsvogne i nabobyerne. Bageriet var især kendt for rugbrød, men i 1950'erne blev det en stor producent af småkager, der blev solgt over det meste af Jylland. Da bageriet var størst, havde det næsten 50 ansatte. I 1936 begyndte man at opsætte gadelamper på hovedgaden.